# Skytten
Skytten (en danès Sagitari) és una pel·lícula de thriller polític danesa del 1977 dirigida per Tom Hedegaard i Franz Ernst amb guió d'Anders Bodelsen i Franz Ernst. Els personatges principals són Jens Okking, Peter Steen i Pia Maria Wohlert. Se'n va fer un remake el 2013 amb el mateix títol protagonitzada per Kim Bodnia.

## Sinopsi
Un antic tirador professional comença a disparar persones com a protesta contra la construcció d'una nova central nuclear que està a punt d'obrir-se. Dispararà al dia una persona acuradament seleccionada fins que finalitzi aquest programa nuclear. Un periodista i la policia intenten aturar-lo.

## Repartiment
- Jens Okking — Tirador
- Peter Steen — Niels Winther
- Pia Maria Wohlert — Monica Winther
- Ebbe Langberg — Director de policia
- Per Pallesen — Detectiu
- Bjørn Puggaard-Müller — periodista

## Recepció
Fou exhibida com a part de la selecció oficial del Festival Internacional de Cinema de Sant Sebastià 1978.